# Orfebre

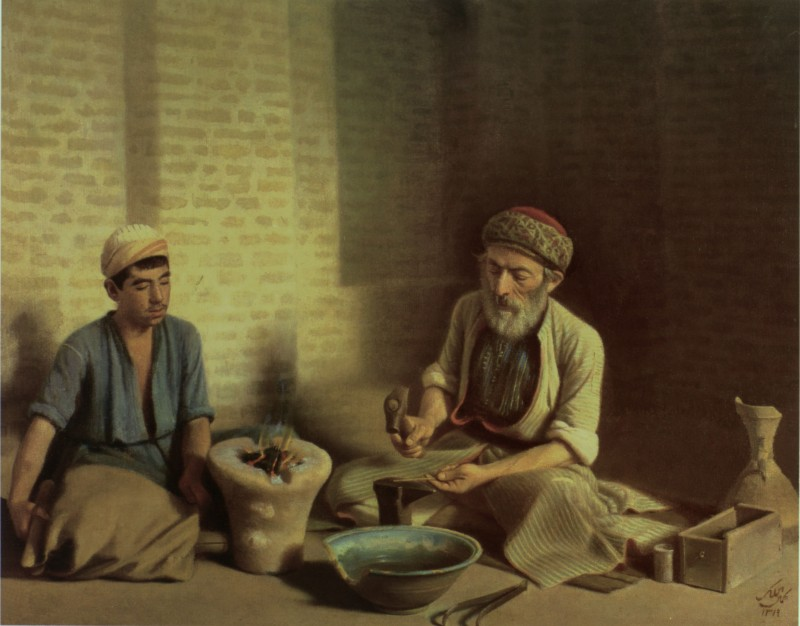
L'orfebre Baqdadi de Kamal-ol-molk

Un orfebre és un treballador del metall especialitzat a treballar l'or i altres metalls preciosos. Actualment, es dediquen principalment a l'elaboració de joieria, però històricament, els orfebres també han fet plata, plats, copes, estris decoratius i útils i articles cerimonials o religiosos.
Els orfebres estan qualificats per a formar metall a través d, soldadura, serrat, forja, fosa i poliment. El comerç ha inclòs molt sovint habilitats de fabricació, així com les habilitats molt similars de l'argent. Tradicionalment, aquestes habilitats s'havien transmès a través dels aprenents; no obstant això, més recentment estan disponibles les escoles de joieria, especialitzades en l'ensenyament d'orfebreria i una multitud d'habilitats que cauen sota el paraigua de les arts de la joieria. Moltes universitats i escoles secundàries també ofereixen orfebreria i fabricació d'arts metàl·liques com a part del seu pla d'estudis de belles arts.

## Or

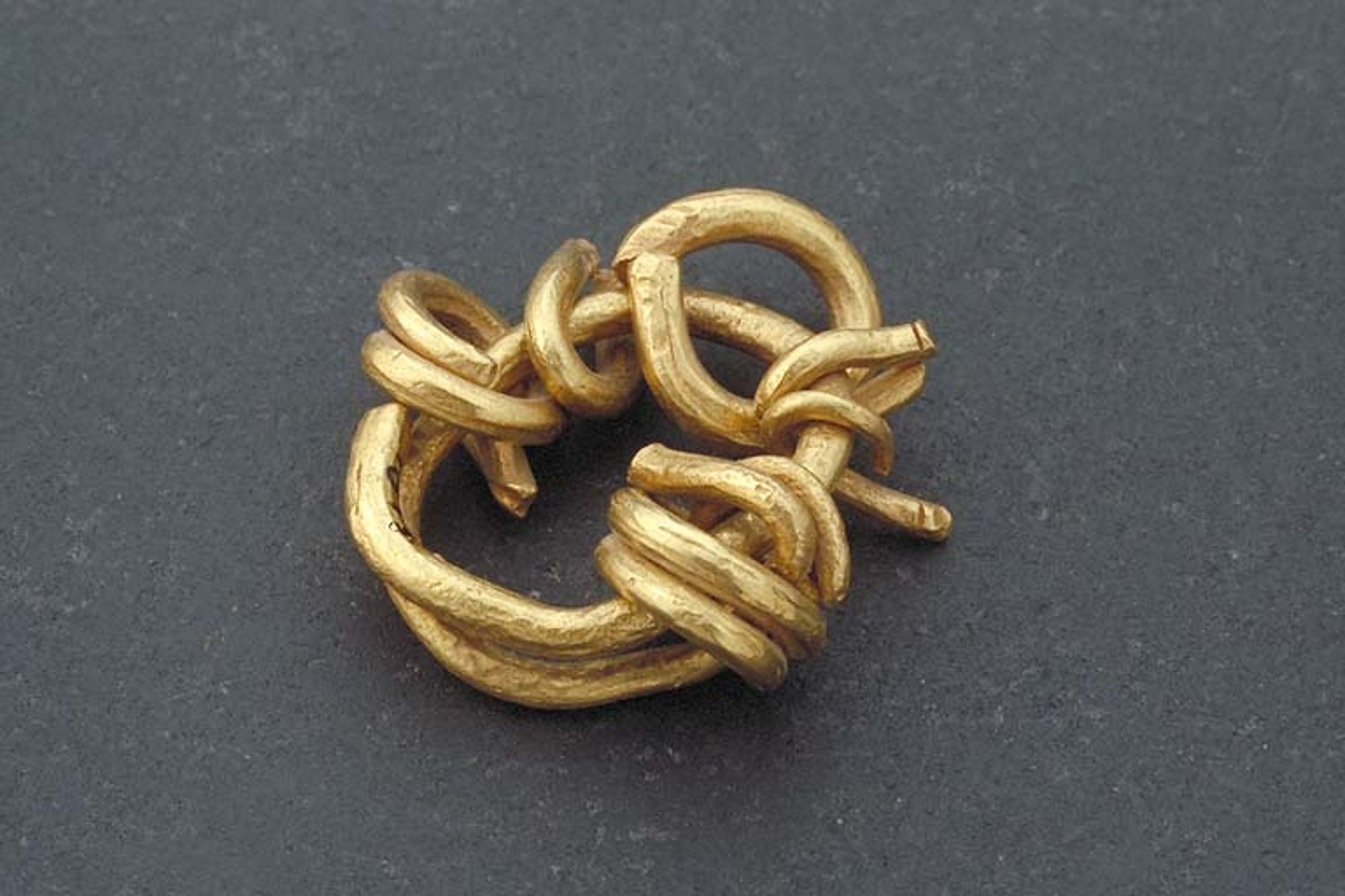
Or utilitzat com a matèria primera per a la fabricació de joies o com a mitjà de pagament. Del període migratori, Suècia cap al 400–549 dC.

En comparació amb altres metalls, l'or és mal·leable, dúctil, rar i és l'únic element metàl·lic sòlid amb un color groc. Es pot fondre, fondre i colar fàcilment sense els problemes d'òxids i gasos que són problemàtics amb altres metalls com el bronze, per exemple. És bastant fàcil "soldar per pressió", on, de manera similar a l'argila, es poden batre dues peces petites juntes per fer una peça més gran. L'or es classifica com un metall noble, perquè no reacciona amb la majoria dels elements. Normalment, es troba en la seva forma nativa, durant indefinidament sense oxidació i descoloració.

## Història

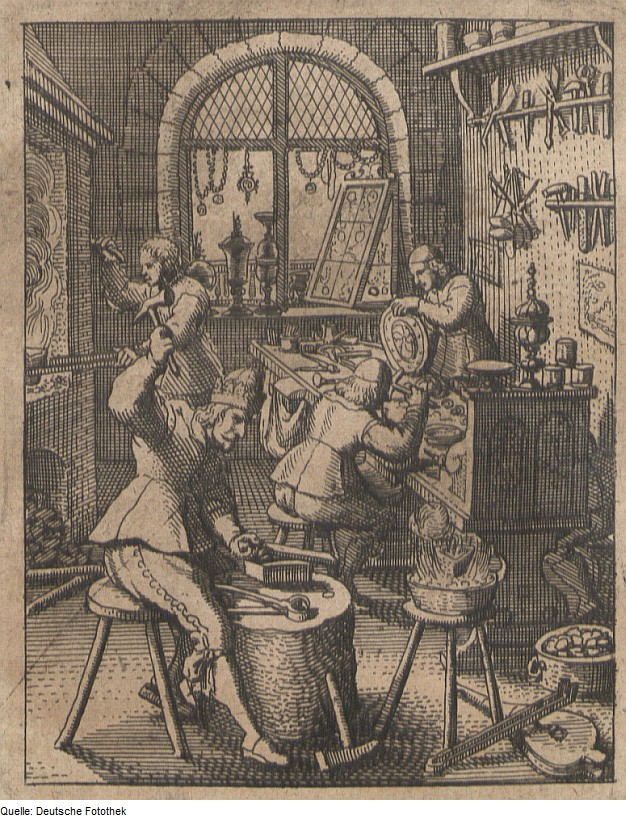
Un taller d'orfebreria a mitjan segle XVII

L'or ha estat treballat pels humans en totes les cultures on el metall està disponible, sigui autòcton o importat, i la història d'aquestes activitats és extensa. Els objectes magníficament elaborats de les cultures antigues d'Àfrica, Àsia, Europa, Índia, Amèrica del Nord, Mesoamèrica i Amèrica del Sud agraeixen museus i col·leccions d'arreu del món. Algunes peces daten de milers d'anys i es van fer amb moltes tècniques que encara utilitzen els orfebres moderns. Les tècniques desenvolupades per alguns d'aquells orfebres van assolir un nivell d'habilitat que es va perdre i va romandre més enllà de les habilitats dels que van seguir, fins i tot fins als temps moderns. Els investigadors que intenten descobrir les tècniques químiques utilitzades pels antics artesans han remarcat que les seves troballes confirmen que "l'alt nivell de competència assolit pels artistes i artesans d'aquests períodes antics que van produir objectes d'una qualitat artística que no es podia millorar en l'antiguitat i encara no s'ha arribat a les modernes".
A l'Europa medieval els orfebres estaven organitzats en gremis i normalment era un dels gremis més importants i rics d'una ciutat. El gremi portava registres dels membres i de les marques que feien servir en els seus productes. Aquests registres, quan sobreviuen, són molt útils per als historiadors. Els orfebres sovint actuaven com a banquers, ja que negociaven amb or i tenien prou seguretat per a l'emmagatzematge segur d'objectes valuosos, encara que normalment se'ls impedia prestar amb interès, que es considerava usura. A l'edat mitjana, l'orfebreria normalment incloïa també l'argenteria, però els treballadors del llautó i els treballadors d'altres metalls comuns normalment eren membres d'un gremi separat, ja que els oficis no es permetien superposar-se. Molts joiers també eren orfebres.

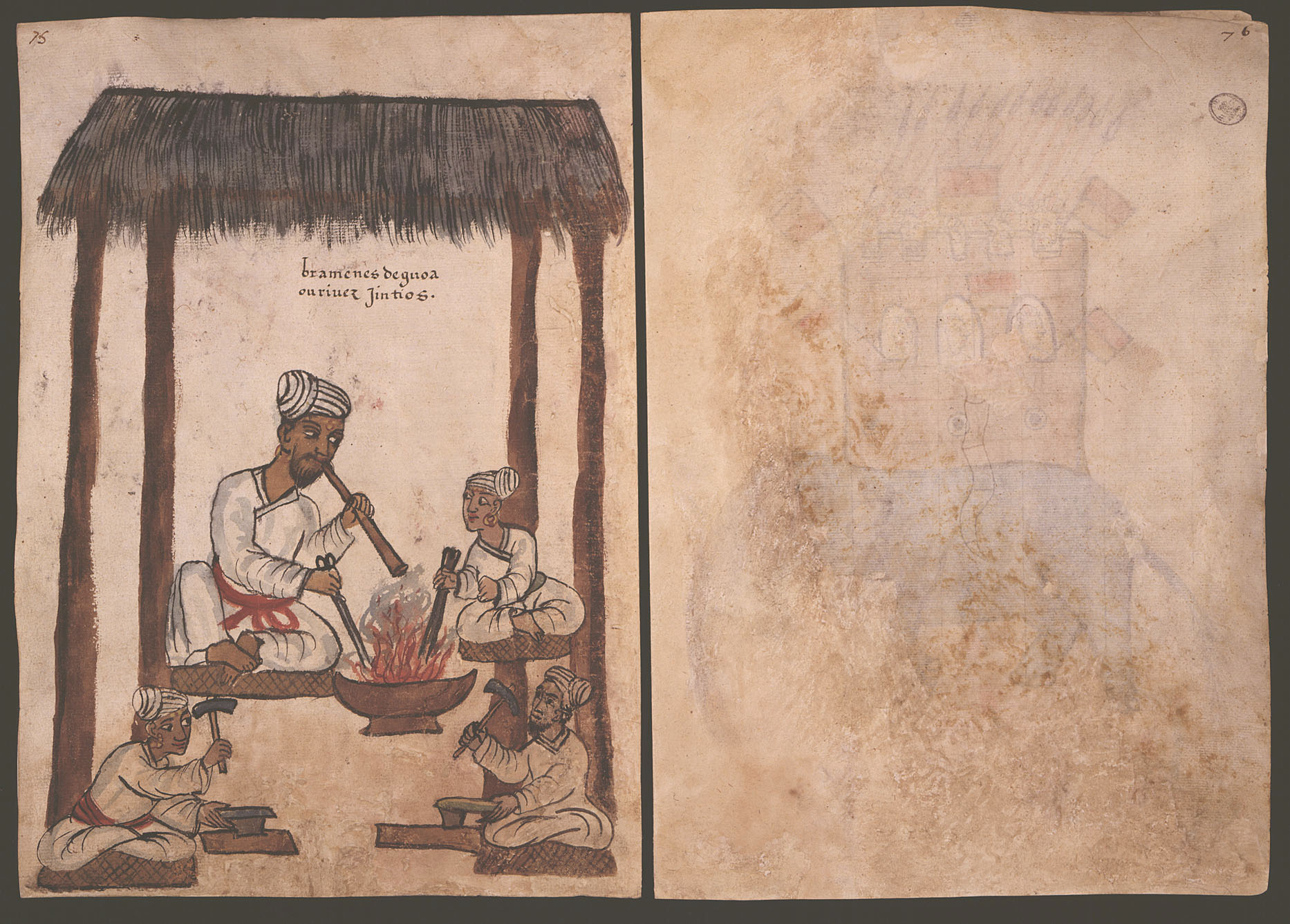
Un orfebre brahman de Goa, Índia del segle XVI

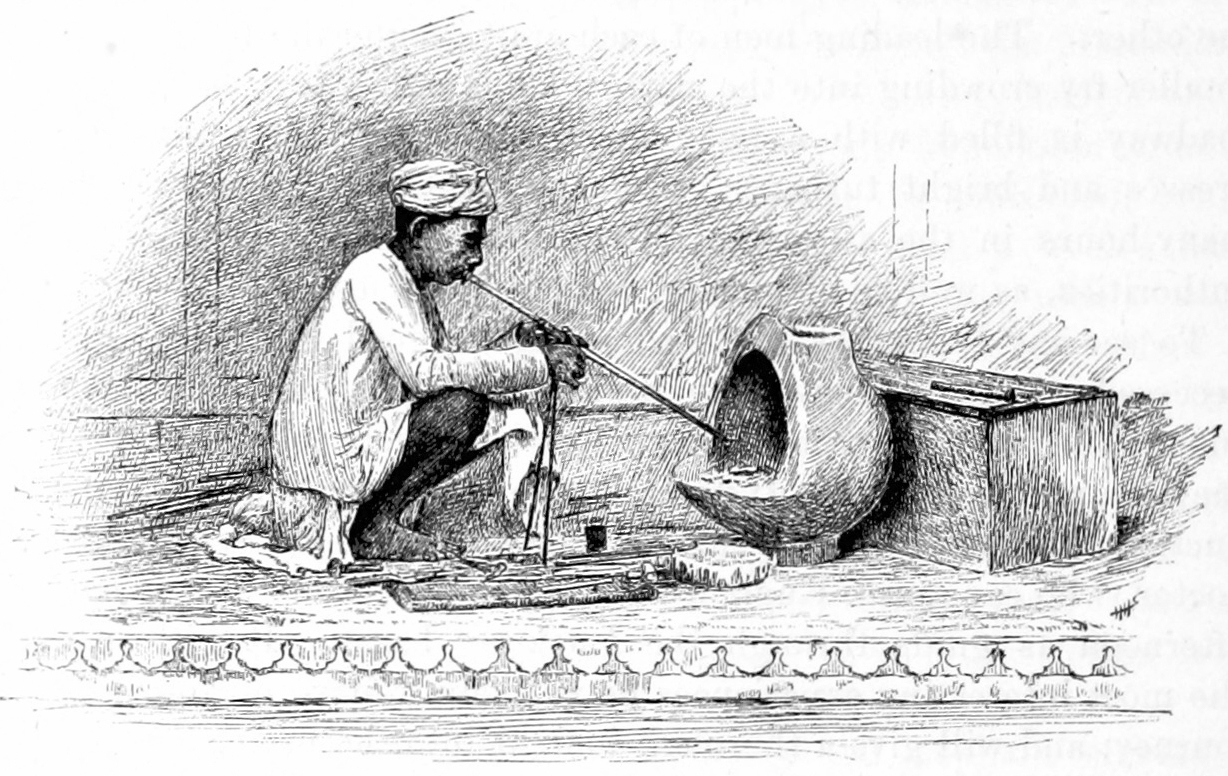
Ferrer d'or i plata a Lucknow, Índia 1890

La casta Sunar és una de les comunitats d'orfebreria més antigues de l'Índia, ho certifiquen les superbes obres d'or que es van mostrar a la Gran Exposició de 1851 a Londres. A l'Índia, "Daivadnya Brahmins", viswakarma (Viswabrahmins, Achari cast) "Kshatriya Sunar" són les castes d'orfebre.
La tècnica d'estampació del gravat es va desenvolupar entre els orfebres d'Alemanya al voltant de l'any 1430, que havien utilitzat durant molt de temps la tècnica en les seves peces de metall. Els gravadors notables del segle xv eren o bé orfebres, com el mestre E. S., o els fills d'orfebres, com Martin Schongauer i Albrecht Dürer.

## Orfebreria contemporània

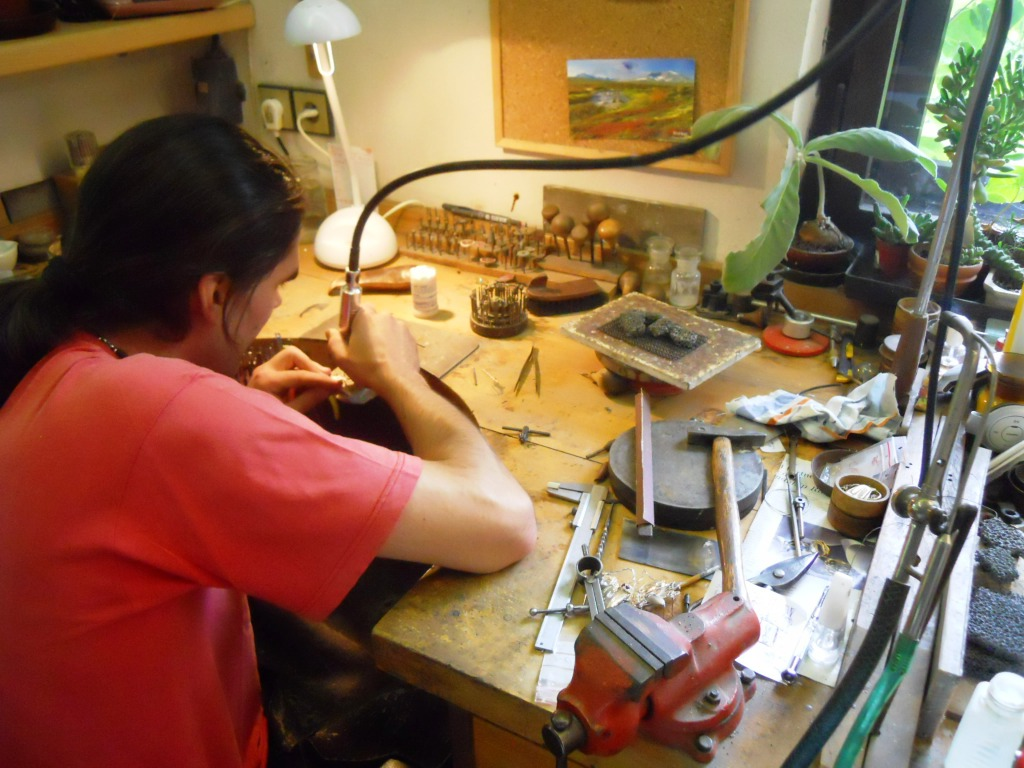
Orfebre modern a l'obra

Un orfebre pot tenir una àmplia gamma d'habilitats i coneixements a la seva disposició. L'or, sent el metall més mal·leable de tots, ofereix oportunitats úniques per al treballador. En el món actual, també es pot utilitzar amb freqüència una gran varietat d'altres metalls, especialment aliatges de platí. Els 24 quirats són or pur i històricament es coneixia com a or fi.
Com que és tan suau, però, rarament s'utilitza or de 24 quirats. Normalment està aliat per fer-lo més fort i per crear diferents colors. Depenent dels metalls utilitzats per crear l'aliatge, el color pot canviar.
Aquest or aliat s'estampa amb la marca 725, que representa el percentatge d'or present a l'aliatge per a l'or fet servir comercialment. La majoria de les joies estan fetes amb aquest aliatge, mentre que una part més petita utilitza aliatges de menor densitat d'or per mantenir les joies més barates. Aleshores, l'or es pot fundir en algun element, normalment amb el procés de fosa a la cera perduda, o es pot utilitzar per fabricar l'obra directament en metall.
En aquest últim cas, l'orfebre farà servir una varietat d'eines i maquinària, com ara el laminador, la placa d’estirament i, potser, blocs d'estampació i altres eines de conformació per convertir el metall en les formes necessàries per construir la peça prevista. A continuació, les peces es fabriquen mitjançant una gran varietat de processos i es munten mitjançant soldadura. És un testimoni de la història i l'evolució de l'ofici que aquestes habilitats han assolit un nivell extremadament alt d'assoliment i habilitat al llarg del temps. Un orfebre excel·lent pot treballar i treballarà amb una tolerància propera a la de la maquinària de precisió, però utilitzant en gran manera només els seus ulls i eines manuals. Molt sovint, la feina de l'orfebre implica la fabricació de muntatges per a pedres precioses, en aquest cas sovint se'ls coneix com a joiers.
"Joier", però, és un terme principalment reservat per a una persona que es dedica a la joieria (compra i ven) i no s'ha de confondre amb un orfebre, argenter, gemmòleg, tallador de diamants i muntador de diamants.

## Orfebres notables

### Històrics

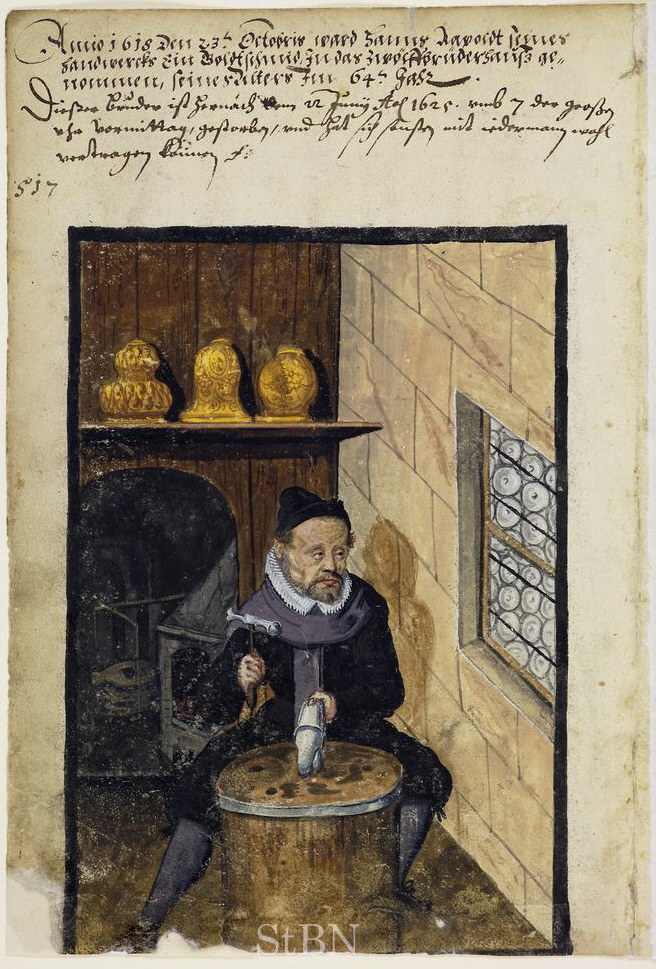
Orfebre del.

- Família Kalogjera[4]
- Benvenuto Cellini
- Casa de Fabergé
- Lorenzo Ghiberti
- Johannes Gutenberg
- George Heriot
- Gaspard van der Heyden
- Paul de Lamerie
- Arnold Lulls
- Jean-Valentin Morel
- Paul Storr
- Adrien Vachette

### Contemporanis
- Lois Betteridge
- Jocelyn Burton
- Andrea Cagnetti – Akelo
- Cartier
- William Claude Harper
- Mary Lee Hu
- Linda MacNeil
- Mazlo
- John Paul Miller (1918–2013)
- Gary Noffke
- Christoph Steidl Porenta

## Galeria

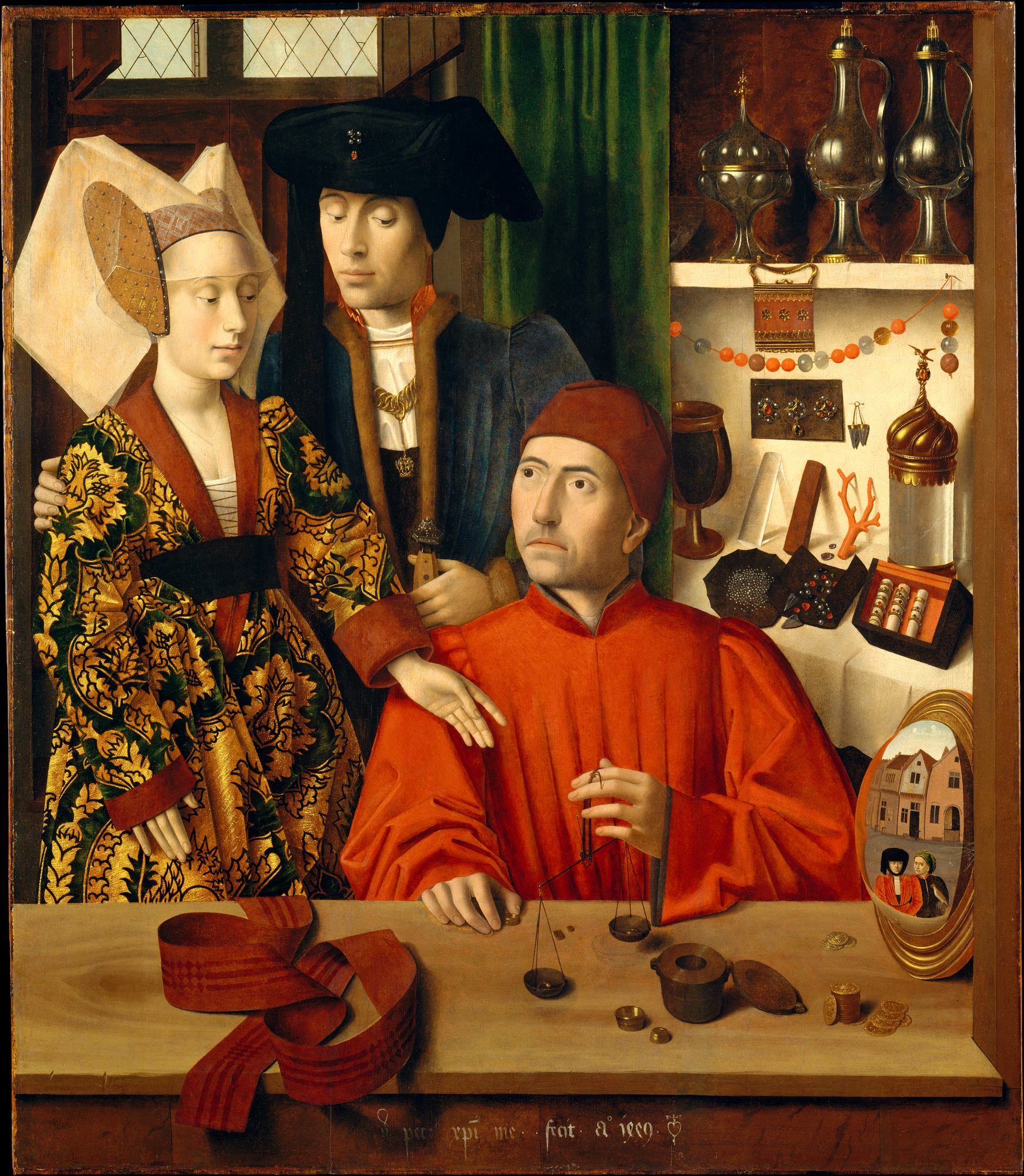
Orfebreria renaixentista
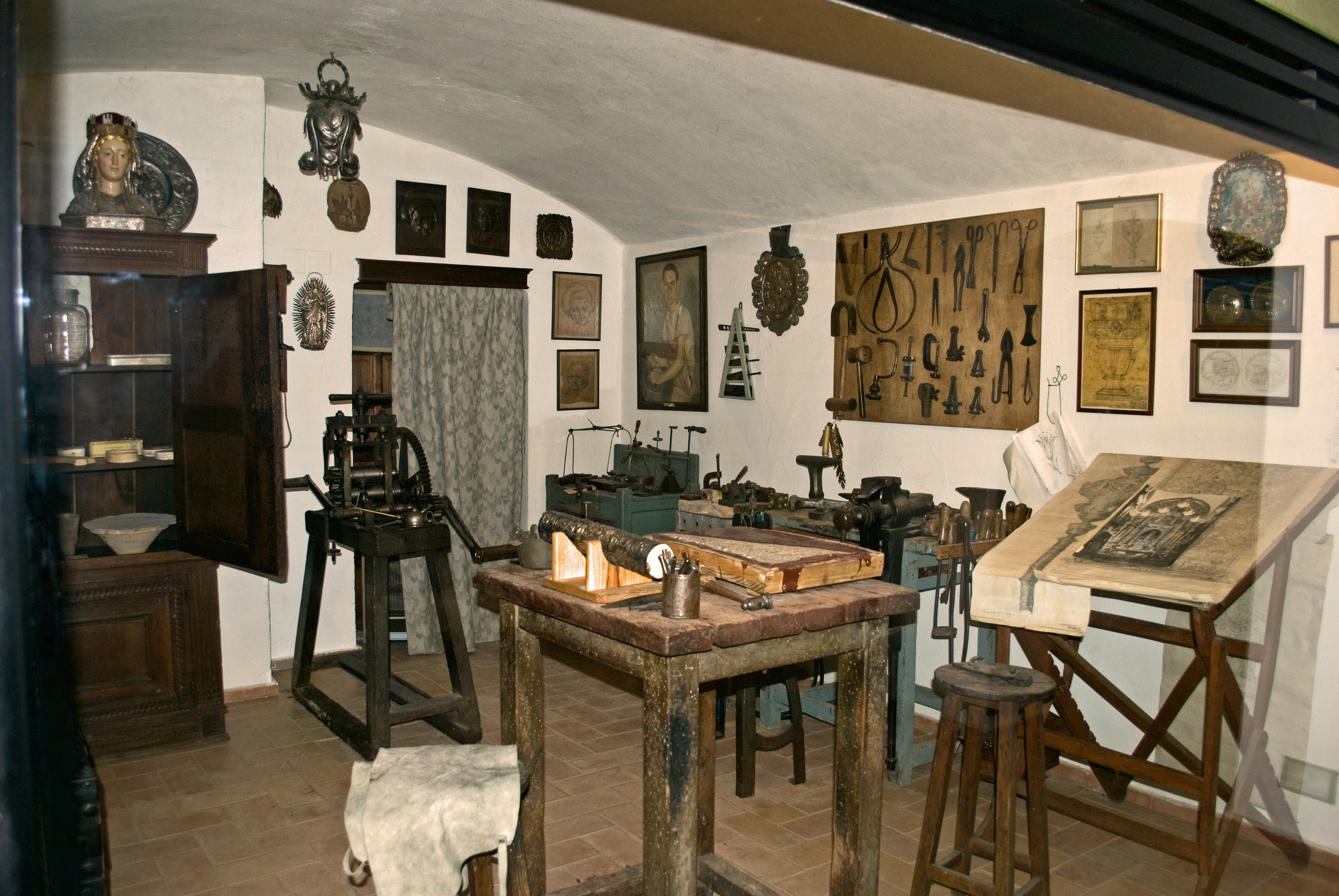
Taller d'orfebreria al Museu d'Arts i Costums Populars de Sevilla
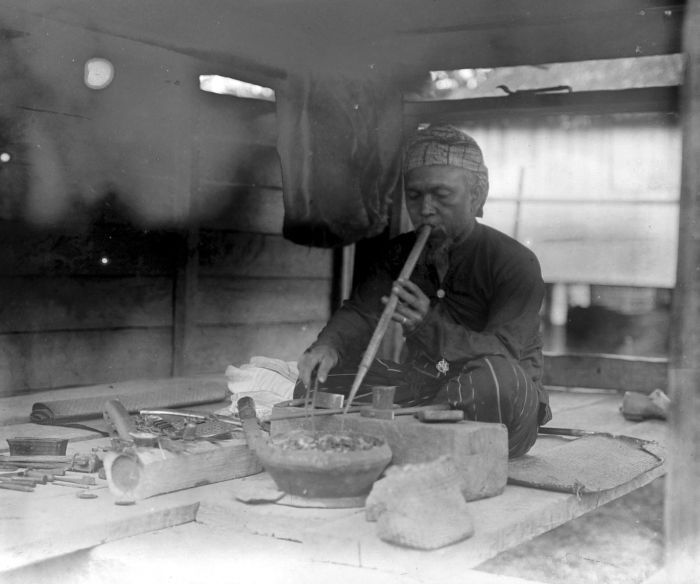
Un orfebre del poble Karo (Indonèsia) a Sumatra (vers 1918)
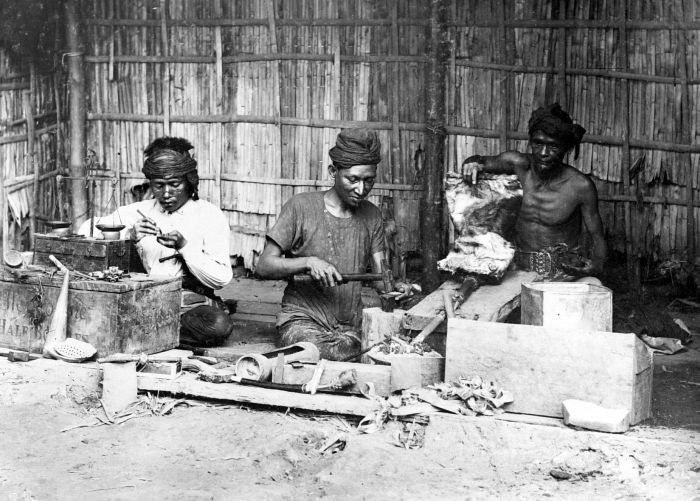
Botiga d'orfebreria a Aceh, Sumatra, Indonèsia a principis del segle xx. L'home del mig pot ser un "Klingalees" (orang Keling), algú del sud de l'Índia